# Cottonmouth (Cornell Stokes)
Para el primer Cottonmouth, Cornell Stokes, vea Cottonmouth.
Cornell "Cottonmouth" Stokes es un personaje ficticio y un supervillano que aparece en los cómics estadounidenses publicados por Marvel Comics. Creado por el escritor Len Wein y el artista George Tuska, el personaje apareció por primera vez en Power Man # 18 (junio de 1974).
El personaje fue interpretado por Mahershala Ali en Netflix, la primera temporada de Luke Cage, que se establece en el Marvel Cinematic Universe.

## Historial de publicaciones
El personaje apareció por primera vez en Power Man # 18 (junio de 1974) en una historia escrita por Len Wein y dibujada por George Tuska. Cornell Cottonmouth, o simplemente Cottonmouth, comenzó como un capo de la droga en la ciudad de Nueva York. Estuvo involucrado en los eventos que llevaron a Luke Cage a obtener súper poderes y convertirse en "Power Man". Cottonmouth intentó reclutar a Cage para su organización, pero finalmente fue noqueado y Cage lo entregó a la policía. Durante la historia de "Shadowland", Cottonmouth regresó como parte de la pandilla de Nightshade, Flashmob, donde entran en conflicto con Daredevil, así como un nuevo Power Man, quien, al igual que su predecesor, noqueó a Cottonmouth y lo entregó a la policía.

## Biografía
No se sabe mucho sobre la historia de Cornell Cottonmouth, excepto que se ha establecido como un capo de la droga en Nueva York. Cuando Willis Stryker quiso incriminar a Carl Lucas, robó un cargamento de heroína de la organización de Cottonmouth.
Al cambiar su nombre a Luke Cage, Carl decidió rastrear las drogas que se usaron para enmarcarlo. Cage usó varios informantes en su búsqueda. El informante Flea tuvo éxito en su búsqueda, pero sus investigaciones fueron descubiertas. Antes de morir a causa de los venenos infligidos por los hombres de Cottonmouth, Flea logró informar a Cage de su descubrimiento. Al enterarse de quién envió Flea para infiltrarse en su organización, Cottonmouth tuvo la idea de reclutar a Cage para su organización. Envió sus serpientes de marca registrada a la oficina de Luke "para mostrarle que quiere hacer negocios". Cottonmouth luego envió a sus secuaces Mike e Ike para hacerle una oferta a Luke. Luke logró sacar a las serpientes y derrotar a Mike e Ike. Mike terminó por soplar a Luke donde estaba ubicado Cottonmouth. Luke acordó unirse a la organización de Cottonmouth (para saber dónde se guardaban sus registros). Cottonmouth luego comenzó a probar la lealtad de Cage enviándolo a robar un cargamento de heroína del monstruo rival, Morgan. Después del éxito de Cage, se ganó la confianza de Cottonmouth y comenzó a trabajar para él hasta que Cottonmouth atrapó a Cage intentando robar sus discos. Cottonmouth atacó a Luke y fue ayudado por su secuaz Slick. Cage luego golpeó a Cottonmouth en Slick quien se cayó por una ventana hacia su muerte. Cuando Cottonmouth declaró que los supuestos registros estaban en la mente de Slick, Luke golpeó a Cottonmouth contra un escritorio de roble donde Cottonmouth cayó inconsciente. Cage luego llamó a la policía para que recogiera Cottonmouth.
Durante la historia de 2010 "Shadowland", Cottonmouth apareció como miembro de la pandilla de Nightshade llamada Rivales. Cottonmouth estableció una sección de césped donde vendía drogas y contrataba prostitutas solo para que fuera atacado por ninjas de La Mano que fueron enviados por Daredevil. Sin embargo, Power Man llegó dispersando los ninjas de la Mano y luego Power Man le rompió los dientes a Cottonmouth. Cottonmouth más tarde tuvo sus dientes rotos reemplazados por dientes afilados con tapa de oro. Cuando Power Man aparentemente fue golpeado y derrotado por cinco oficiales de policía corruptos, Cottonmouth se preparó para morder una parte de la cara de Power Man solo para ser amarrado por Nightshade. Al principio, Cottonmouth se sorprendió cuando Nightshade le ofreció a Power Man para que se convirtiera en su ejecutor. Cottonmouth luego se sintió complacido cuando Nightshade había establecido a Power Man para luchar contra Iron Fist. Para la sorpresa de Nightshade, Power Man logró ponerse del lado de Iron Fist y noqueó a Cottonmouth mientras Nightshade escapó.
Durante la historia de 2011 " Spider-Island ", Cottonmouth junto a Nightshade y Flashmob (que consiste en Chemistro, Cheshire Cat, Commanche, Dontrell, "Cockroach" Hamilton, Sr. Pez y Spear) intentaron abandonar un Manhattan infestado de arañas al cruzar un puente. solo para ser detenido por Misty Knight y sus Heroes for Hire (que consisten en Black Cat, Falcon, Gárgola, Paladin y Silver Sable).
Cottonmouth aparece luego como uno de los competidores en un club de lucha clandestino que está dividido por Deadpool, Gambito y Fat Cobra.
Cottonmouth fue arrestado y encarcelado en la isla Ryker, de la que escapa durante un motín que ocurre durante la "Segunda Guerra Civil". Con todos sus bienes ya sea confiscados por el FBI o apropiados por Tombstone, un desesperado Cottonmouth busca ayuda de Piranha Jones, y Jones lo convence para que se una a él y a Black Cat en una guerra por el control de Harlem. Sin dejarse impresionar por los planes del dúo, mocasín los abandona a favor de unirse al Nuevo Orgullo de Alex Wilder.

## Poderes y habilidades
Cottonmouth tiene una gran fuerza que rivaliza con Luke Cage. También tiene dientes afilados que se había afilado para parecerse a colmillos; combinado con su fuerza de mandíbula son capaces de perforar la piel "irrompible" de Cage. Cottonmouth también tiene un buen conocimiento de diferentes venenos.

## Otras versiones
Cottonmouth aparece en la serie de Marvel Comics 2, The Amazing Spider-Girl como la cabeza de la rama del Bronx del imperio criminal de Black Tarántula. Cuando un nuevo villano llamado Señor del Crimen adquiere e intenta vender los archivos de Kingpin, Cottonmouth asiste a la subasta en nombre de Black Tarantula. La subasta que colisionó con Hobgoblin y Spider-Girl lleva a que Cottonmouth y la mayoría de los demás criminales presentes sean arrestados por el NYPD.

## En otros medios

### Televisión
Cornell Bertram "Cottonmouth" Stokes aparece como un asiduo de la serie y el antagonista inicial en la primera temporada de Luke Cage, interpretado por Mahershala Ali mientras que su aparición más joven es interpretado por Elijah Boothe. Su apodo "Cottonmouth" proviene de un incidente en su infancia en el que varios de sus dientes fueron eliminados. Desprecia este apodo, chasqueando de rabia ante su sola mención, e insiste en que se lo llame por su nombre legal. Se sabe que Cottonmouth mata personas con sus propias manos y es capaz de aplastar el cráneo de una víctima sin sufrir más que unos pocos cortes en sus nudillos. Durante su juventud, Cottonmouth era parte de una pandilla junto con Pop. En público, Cottonmouth es el dueño del club nocturno Harlem's Paradise, pero en privado es un importante traficante de armas, trabajando con su prima, la concejala Mariah Dillard. Durante su tiempo, fue asistido por el matón de Diamondback, Shades. Al igual que Wilson Fisk, Cottonmouth también tiene varios policías corruptos en su nómina, incluidos el teniente Pérez y el compañero de Misty Knight, Rafael Scarfe.
Cottonmouth aparece por primera vez en el radar de Luke después de que un par de matones callejeros deciden robar un acuerdo de armas entre él y Domingo Colón. En el curso de la eliminación de los ladrones, Pop es asesinado en un golpe fallido en el último matón, Chico Díaz. Como represalia por la muerte de Pop, Luke ataca los escondites de Cottonmouth y le cuesta el 80% de su dinero. Scarfe se entera de las acciones de Luke por parte de Chico, lo mata y vende a Luke a Cottonmouth. Cottonmouth intenta matar a Luke volando en Genghis Connie con un lanzacohetes, pero Luke sobrevive al colapso del edificio. Indignado por la negativa de Luke a morir, Cottonmouth ordena a sus hombres que empiecen a criticar a las empresas locales por lo que él llama un "impuesto de estupidez de Luke Cage" con la esperanza de expulsar a Luke de Harlem, pero Luke se reúne para ayudar a las víctimas a recuperar su dinero y sus posesiones.
Mientras tanto, Scarfe, que se encuentra bajo investigación interna de la policía de Nueva York, decide chantajear a Cottonmouth por $ 100,000. Cottonmouth le dispara y lo deja desangrarse. Scarfe muere esa noche, pero no sin antes contarles a Luke y Claire todo lo que sabe sobre la operación de Cottonmouth. Posteriormente, Cottonmouth es arrestado y expulsado de Harlem's Paradise, pero el abogado de la familia de los Stokes, Benjamin Donovan, lo rescata. Mientras lidia con las consecuencias, Cottonmouth entabla una acalorada discusión con Mariah sobre su educación, en la cual Cottonmouth avergüenza a Mariah por sus violaciones a manos de su tío Pete. Mariah, cuya hija secreta, Tilda, es producto de dichas violaciones, no toma bien la insinuación y arroja a Cottonmouth por la ventana de su oficina antes de matarlo a golpes con un soporte de micrófono. Mariah culpa a Luke de su muerte. Al final de la temporada, más tarde traslada la culpa de la muerte de Cottonmouth a Diamondback.
A pesar de la muerte de Cottonmouth, su presencia no se olvida en la temporada 2. Se revela que Cottonmouth estaba cerca de la hija de Mariah, Tilda. Se la ve poniendo una rosa en su tumba antes de trabajar con Bushmaster para ayudarlo a sacar a Mariah en Harlem's Paradise. El intento falla y Misty puede arrestar a Mariah por el asesinato de Cottonmouth, entre otros delitos, aunque Tilda la envenena en la cárcel antes de que pueda ser juzgada.